# سرکند
سرکند (به لاتین: Sarkand) یک زیستگاه انسانی در قزاقستان است که در استان جتی‌سو واقع شده‌است.

## خصوصیات
سرکند  ۱۴٬۳۰۵ نفر جمعیت دارد.